# Teuchophorus pappi
Teuchophorus pappi är en tvåvingeart som först beskrevs av Grichanov 1996.  Teuchophorus pappi ingår i släktet Teuchophorus och familjen styltflugor. Inga underarter finns listade i Catalogue of Life.